# Полет 610 на „Иберия“
Полет 610 на „Иберия“ е редовен вътрешен пътнически полет от летище „Адолфо Суарес Мадрид-Барахас“, Мадрид, до Билбао, Баска автономна област, Испания, управляван от „Иберия“. На 19 февруари 1985 г. самолетът „Боинг 727-200“, който изпълнява полета, се разбива в пропаст, след като едно от крилата му срязва телевизионна антена на върха на планината Оиз в Бискай по време на заход към летището в Билбао. Всички 141 пътници и 7-членен екипаж на борда загиват. Това е най-смъртоносната авиационна катастрофа в историята, както в Страната на баските, така и за авиокомпанията.
Испанските власти заключават, че катастрофата е причинена от пилотска грешка. По време на захода към Билбао системата за избор на височина на автопилота не успява да се задейства поради неопределени причини и позволява на самолета да се спусне под целевата си височина. Алармата за надморска височина прозвучава, за да информира екипажа, че достигат планираната височина. И двамата членове на екипажа обаче възприемат това погрешно и карат самолета да лети още по-ниско. Лявото крило удря телевизионна антена, отрязва я и причинява катастрофата на машината.
Въпреки че разследването хвърля вината върху пилотите, много фигури, включително правителствени служители, не приемат официалния резултат. Испанският опозиционер Хосе Антонио Трило обвинява служители, че не разкриват истинската причина за катастрофата и отказва да изключи терористична атака от причините, като поставя под въпрос действителните намерения на разследващите. Семейството на капитан Патиньо също отказва да приеме официалното заключение на окончателния доклад и настоява, че самолетът е атакуван ЕТА. Слуховете, че ЕТА свалят самолета, остават и до днес.